# Taphrina coryli
Taphrina coryli  (лат.) — вид грибов рода тафрина (Taphrina) отдела аскомицеты (Ascomycota), паразит лещины (Corylus). Вызывает пятнистость и деформацию листьев.

## Описание
Пятна на листьях округлые, желтоватые, часто сливаются и занимают всю поверхность. Поражённые листья становятся скрученными и вздутыми.
Мицелий развивается под кутикулой, однолетний.
Сумчатый слой («гимений») беловатый, развивается на нижней стороне листа.
Аски восьмиспоровые, размерами 20—40×8—12 мкм, цилиндрические или булавовидные, с округлыми верхушнами. Базальные клетки (см. в статье Тафрина) 10—20×8—17 мкм, шире асков, округлой или прямоугольной формы.
Аскоспоры 4—6,5×3,5—6 мкм, округлые или эллипсоидные.

## Распространение и хозяева
Taphrina coryli поражает лещину разнолистную (Corylus heterophylla) и лещину Зибольда (Corylus sieboldiana) в Японии, лещину рогатую (Corylus cornuta) в Северной Америке (Corylus cornuta subsp. californica). Вероятно нахождение гриба на Дальнем Востоке России на лещине разнолистной.